# Metoda Erichsena
Metoda Erichsena – znormalizowana próba tłoczności opatentowana w 1913 roku. Wykonana na przyrządzie Erichsena. Ma ona na celu określenie przydatności do tłoczenia na zimno cienkich blach, taśm i bednarki o grubości ≥0,1 mm  i szerokości ≥13 milimetra. Próbę wykonuje się dla stali, metali niezależnych i ich stopów. Przyrząd Erichsena składa się z trzech najważniejszych elementów: 1- matryca, 2- dociskacz, 3 - stempel 

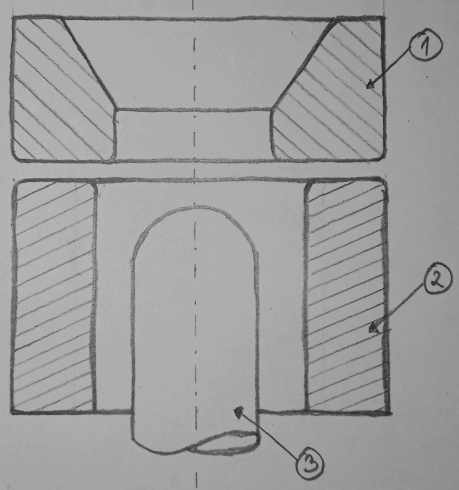
Rysunek przyrządu pomiarowego do metody Erichsena

Blacha umieszczana jest między matrycą a dociskaczem. Matryca zapewnia odpowiednie wymiary wgnieceń, a dociskacz uniemożliwia przesuwanie się badanego materiału. Stempel naciska na element powodując odkształcenia plastyczne do momentu kiedy powstaje pęknięcie próbki, w tym momencie przerywa się wtłaczanie i odczytuje głębokość wgniecenia.  
Według normy stempel powinien mieć kształt kulisty. Do określenia średniej głębokości wgnieceń potrzebne jest wykonanie trzech prób.  
| Symbol próby | Wymiary próbki [mm] | Wymiary próbki [mm] | Średnica stempla | Wewnętrzna średnica [mm] | Wewnętrzna średnica [mm] |
| Symbol próby | grubość             | szerokość           | Średnica stempla | matrycy                  | pierścienia dociskowego  |
| ------------ | ------------------- | ------------------- | ---------------- | ------------------------ | ------------------------ |
| IE           | 0,2 - 2,0           | 90 i więcej         | 20 ±0,05         | 27 ±0,05                 | 33 ±0,1                  |
| IE21         | 0,2 - 2,0           | 55 - 90             | 15 ±0,02         | 21 ±0,02                 | 18 ±0,1                  |
| IE11         | 0,2 - 1,0           | 30 - 55             | 8 ±0,02          | 11 ±0,02                 | 10 ±0,1                  |
| IE5          | 0,1 - 0,75          | 13 - 30             | 3 ±0,02          | 5 ±0,02                  | 3,5 ±0,1                 |

Zalety:
- Szybkość przeprowadzenia badań

- Wysoka efektywność

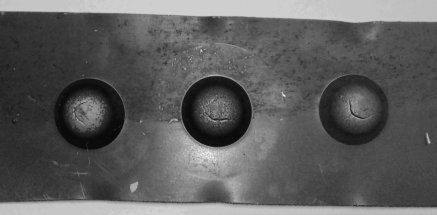
Blacha, na której zostało przeprowadzone badanie

- Szybkość przygotowania próbki do badań[3]